# Spiro Mounds
Spiro Mounds ("34 LF 40" en la nomenclatura del Smithsonian) és un important jaciment arqueològic de la cultura del Mississipi situada a l'actual Oklahoma oriental. Es troba vora el riu Arkansas set milles al nord de la ciutat de Spiro. Entre el 800 i el 1400 la gent de Spiro va crear un poderós centre polític i religiós basat en el model de la cultura del Mississipi que va prosperar al llarg del riu Mississipi i els seus afluents en aquest període. Spiro es considera el lloc d'avançada més occidental de la cultura del Mississipi. Els monticles Spiro estan sota la protecció de l'Oklahoma Historical Society, i està registrat en el Registre Nacional de Llocs Històrics.
A la dècada de 1930, els saquejadors foradaren Craig Mound, el segon més gran dels monticles del lloc, per minar-lo a la recerca d'artefactes, deixant al descobert una cambra funerària buida en el seu interior, una característica única que conté alguns dels més extraordinaris artefactes precolombins que s'han trobat a Amèrica del Nord. Els saquejadors van vendre els artefactes a col·leccionistes d'art, alguns d'ells a Europa. Els arqueòlegs van recuperar més tard alguns dels objectes robats, encara que d'altres mai han estat s'han tingut en compte. Aquest lloc ha estat important per l'arqueologia d'Amèrica del Nord des de 1930, sobretot per definir el Complex Cerimonial Sud-Est, una característica important de la tradició del Mississipi.

## Àrea de monticles i plaça

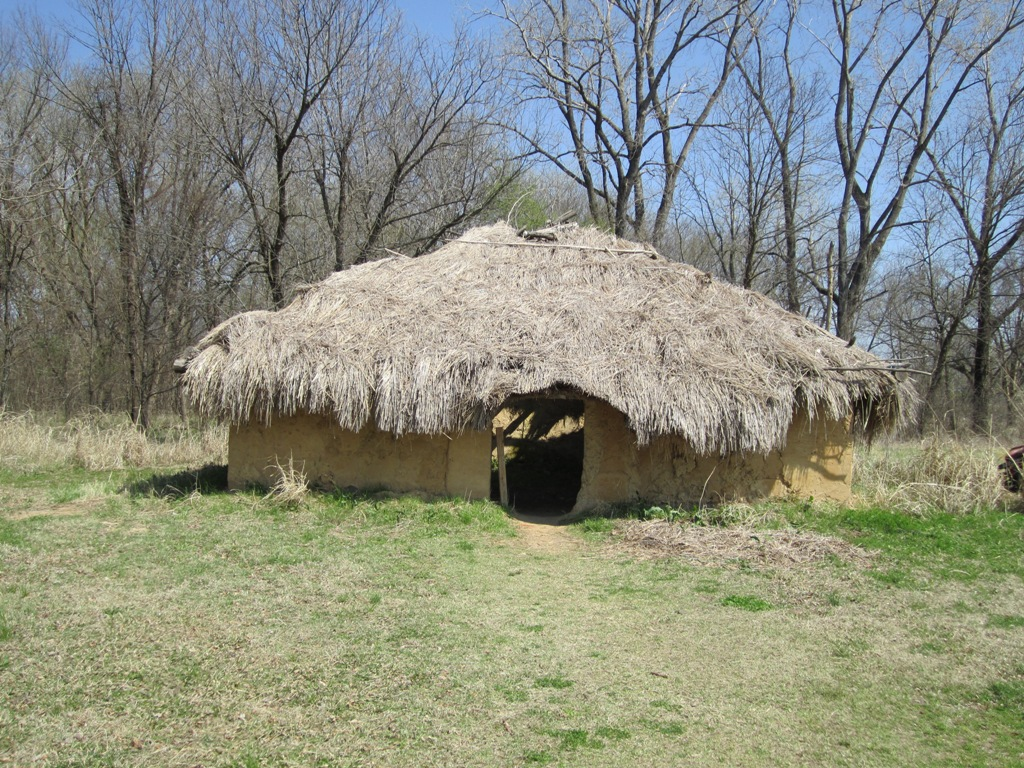
Casa reconstruïda. Els sostres d'herba eren típics de les cases wichita i caddo tot i que eren rodones i amb sostres alts acabats en punxa

La cultura del Mississipi es va expandir al llarg dels més baix riu Mississipi i els seus tributaris entre els segles IX al XVI EC. L'assentament més gran del Mississipi era Cahokia Mounds, la capital d'un cacicat important que va construir una ciutat a l'est de nou quilòmetres quadrats del que avui és Saint Louis, Missouri, en l'actual Illinois meridional. La cultura del Mississipi oscil·lava entre els Grans Llacs d'Amèrica del Nord i la Costa del Golf, al llarg del riu Ohio entre les zones de terres baixes i les muntanyes del Sud-est. Els assentaments del Mississipi tenien grans monticles de plataforma (generalment piràmides truncades) coronades per temples, cases de reis guerrers i sacerdots, i cases funeràries de l'elit. Les investigacions arqueològiques han demostrat que els assentaments del Mississipi com Cahokia i Spiro van prendre part en una vasta xarxa comercial que cobria la meitat oriental del que avui és els Estats Units i parts del que avui és també l'oest dels Estats Units.
El jaciment de Spiro inclou dotze monticles de terra i 150 acres de terra. Com en altre viles de la cultura del Mississipi la gent va construir un nombre de moviments de terra grans i complexos. Aquests incloïen terraplens que envolten una gran plaça central planificada i anivellada, on es duien a terme importants rituals religiosos, el chunkey, important joc polític i cultural, i altres activitats importants de la comunitat. La població vivia en una vila que vorejava la plaça. A més, arqueòlegs han trobat més de vint viles afins a menys de deu quilòmetres de la ciutat principal. S'han trobat altres viles vinculades a Spiro a través de la cultura i el comerç fins a uns 160 kilòmetres de distància.
Spiro ha estat escenari de l'activitat humana durant almenys 8.000 anys, però va ser un assentament important en el 800-1450 CE. El cultiu de blat de moro va permetre l'acumulació d'excedents dels cultius i de la reunió de poblacions més denses. Era la ciutat seu d'un dels cacicatge, els líders poderosos del qual dirigien la construcció d'onze monticles plataforma i un túmul en una àrea de 0,32 kilòmetres quadrats en el marge sud del riu Arkansas. El cor del lloc és un grup de nou monticles que envolten una plaça ovalada. Aquests monticles elevaren les cases dels líders importants o formaven les bases de les estructures religioses que centraven l'atenció de la comunitat. Brown Mound, el monticle plataforma més gran, es troba al costat oriental de la plaça. Tenia una rampa de terra que donava accés al cim des del costat nord. Aquí, al cim de Brown Mound i als altres monticles, els habitants de la ciutat van dur a terme rituals complexos, centrats especialment en les morts i enterraments dels poderosos governants de Spiro.
Els arqueòlegs han demostrat que Spiro tenia una gran població resident fins a prop de 1250 CE. Després d'això, la majoria de la població es va traslladar a altres ciutats properes. Spiro es va seguir utilitzant com a centre cerimonial regional i com a cementiri fins a prop del 1450 CE. Les seves funcions cerimonials i mortuòries van continuar i semblen haver crescut després que es va allunyar el gruix de població.

## El Gran Mortuori

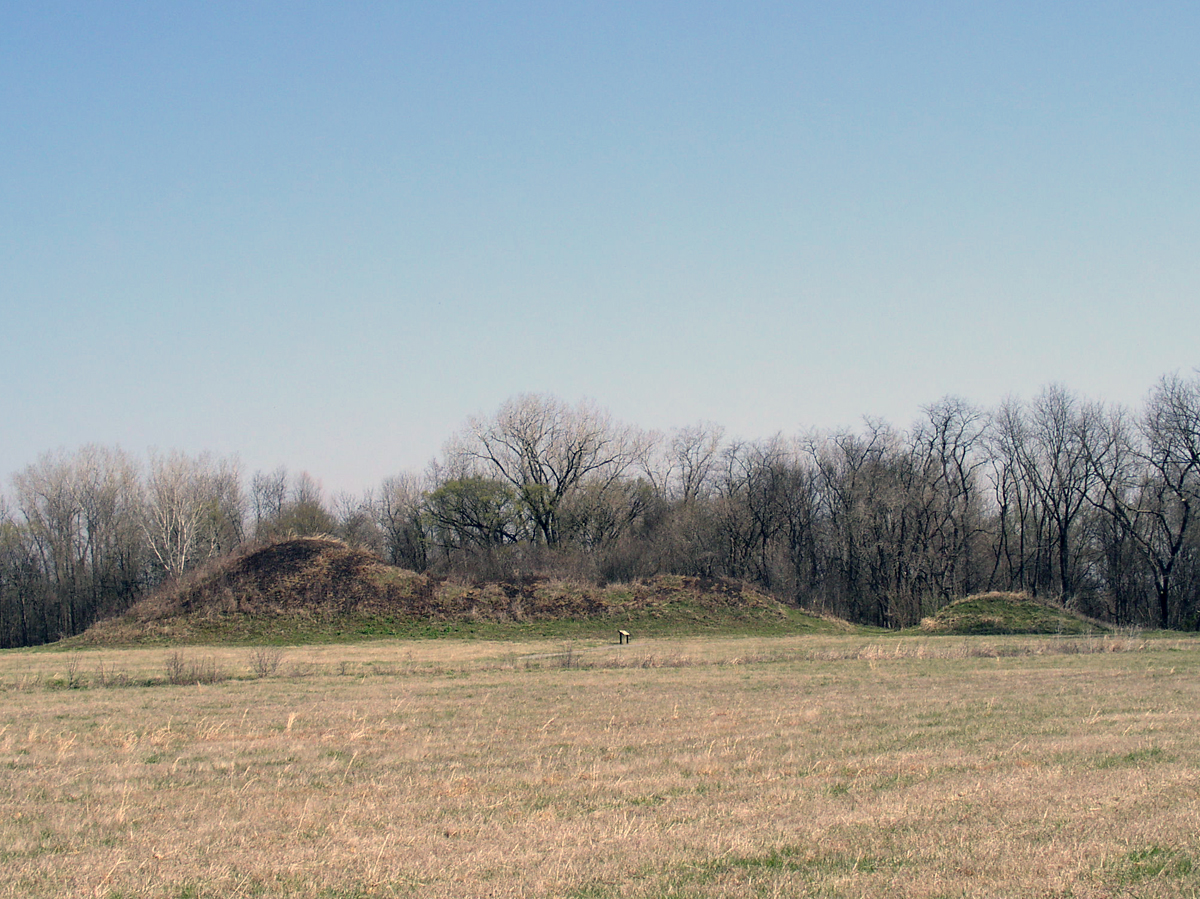
Craig Mound

Craig Mound, també anomenat "Spiro Mound", és el segon monticle del jaciment i l'únic túmul funerari. Es troba a uns 460 metres al sud-est de la plaça. Una cavitat creada al monticle, sobre 3 metres d'alt i 4,6 metres d'ampla, permetia de manera gairebé perfecta la preservació d'artefactes fràgils de fusta, cloïsses de cargol i coure. Les condicions en aquest espai buit van ser tan favorables que els objectes fets de materials peribles, com cistelleria, teixits de fibres vegetals i animals, puntes, pells i plomes van ser preservats en el seu interior. Aquests objectes tradicionalment han estat creats per dones a les tribus històriques. També s'ha trobat a l'interior diversos exemples d'estàtues de pedra de Mississipi fetes d'argila de pedernal de Missouri i bifaç chert de Mill Creek, tots originàriament del jaciment Cahokia Mounds a Illinois.
El "Gran Mortuori," com anomenen els arqueòlegs aquesta càmera buida, sembla haver començat com una estructura d'enterrament per als governants de Spiro. Va ser creada com un cercle de pals de cedre sagrats enfonsats a terra i en angle junts en la part superior com un tipi. La càmera en forma de con es va cobrir amb capes de terra per crear el monticle, i mai es va ensorrar. Alguns estudiosos creuen que els minerals filtrats a través del monticle van endurir és parets de la Cambra, fent-se resistents a les càries i protegint els artefactes peribles del contacte directe amb la terra. No s'ha trobat cap altre monticle del Mississipi amb un espai tan buit al seu interior i amb tan espectacular preservació d'artefactes. Craig Mound ha estat anomenat "una tomba de Tutankamon americana."
Els caçadors d'artefactes saquejaren Craig Mound entre 1933 i 1935, fent un túnel en el monticle i trencant la paret principal del Gran Mortuori. Van trobar-hi molts enterraments humans, amb els seus aixovars associats. Els saquejadors van descartar les restes humanes i els artefactes fets de materials fràgils com tèxtils, cistelleria, i fins i tot plomes que s'han conservat en aquestes condicions extremadament inusuals. La majoria d'aquestes objectes rars i històricament inavaluables es van desintegrar abans que els estudiosos van poder arribar al lloc, encara que algunes van ser venudes a col·leccionistes. Els saquejadors van dinamitar la cambra funerària quan acabaren i ràpidament van vendre els artefactes de gran valor comercial, fets de pedra, ceràmica, coure i petxina de cargol, a col·leccionistes dels Estats Units i l'estranger. La majoria d'aquests valuosos objectes probablement s'han perdut, però alguns han estat recuperats i documentats pels estudiosos.

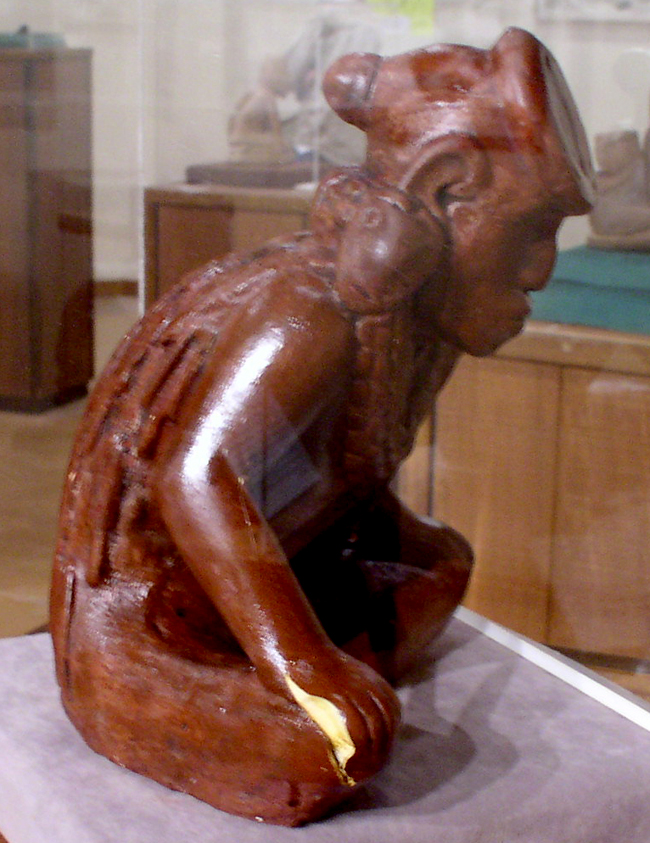
"Guerrer descansant", vista lateral, pipa d'argila de pedernal de Missouri
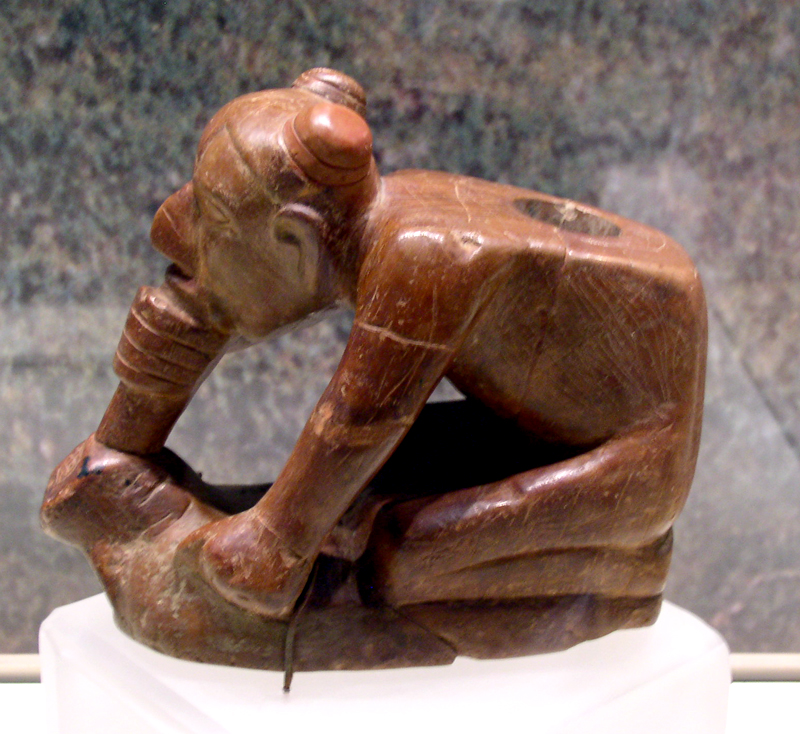
Efígie de figura fumant d'una pipa amb efígie de granota d'argila de Missouri
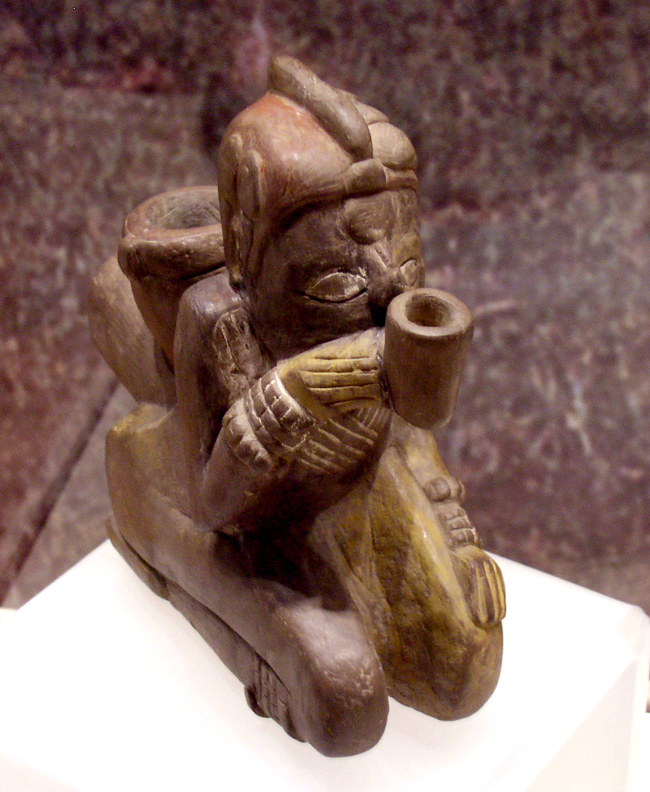
Efígie d'home fumant una pipa d'argila de Missouri
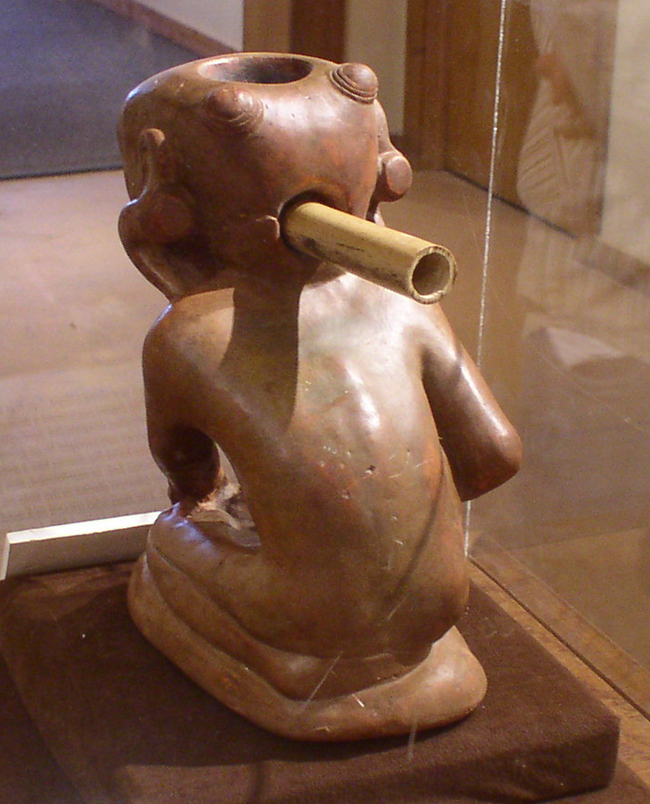
Pipa "Lucifer" pel darrere
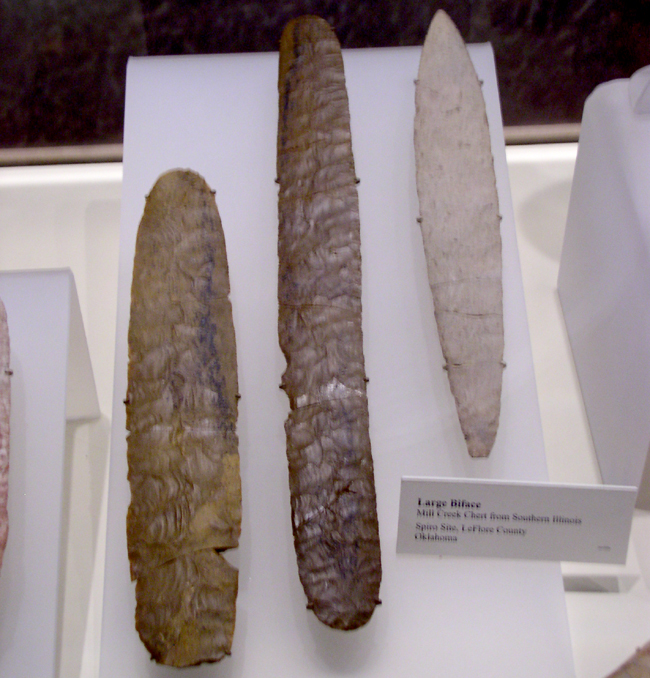
2 bifaç cerimonials de jaspi i 1 de chert de Mill Creek (Illinois)
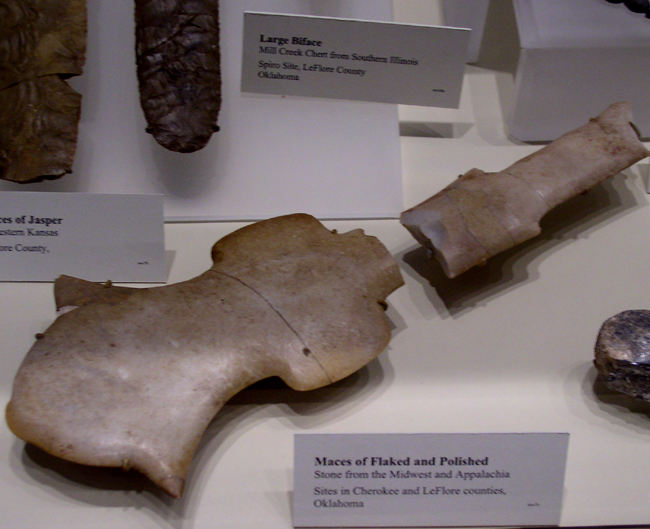
Maça cerimonial monolítica
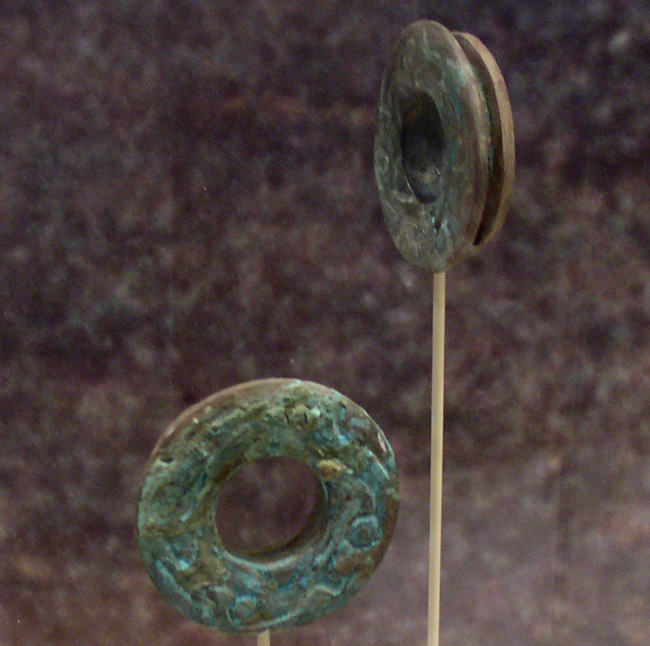
Orelleres de coure
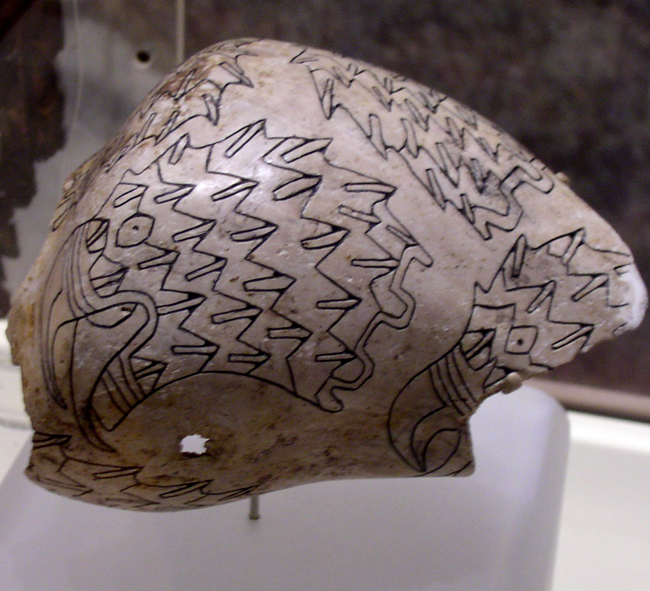
Tassa gravada de botzines de petxina amb caps de rapinyaire

Els arqueòlegs de la Universitat d'Oklahoma excavaren parts del jaciment entre 1936 i 1941. L'Oklahoma Historical Society va establir la "Spiro Mounds Archaeological Center", que va obrir les portes el 1978.

## Complex Cerimonial del Sud-Est

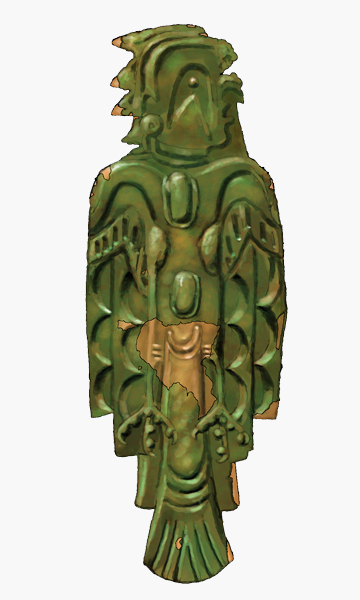
Placa de coure repujat que es troba en Craig Mound en Spiro.

La gent de Spiro Mounds participava en el que els arqueòleg anomenaven Complex Cerimonial del Sud-Est (SECC), una xarxa de centres cerimonials que comparteixen la cultura Mississipi i similars cosmovisió, cosmologia, pràctiques rituals, i objectes de culte. El SECC va ser una vasta xarxa comercial que va portar materials exòtics per fer objectes rituals d'arreu d'Amèrica del Nord. Aquests incloïen sílex de color de Nou Mèxic, coure dels Grans Llacs d'Amèrica del Nord, petxines (o Busycon perversum) de la Costa del Golf dels Estats Units i mica de les Carolines. Altres centres del Mississipi també comerciaven aquests recursos preuats, però Spiro era aparentment l'únic que va adquirir obsidiana de Mèxic. Usant aquests materials valuosos, els artistes del Mississipi van crear exquisides obres d'art que reflecteixen la seva identitat cultural i les seves complexes creences espirituals.
Quan els caçadors d'antiguitats arribaren a Craig Mound hi van trobar molts artefactes rituals meravellosament fets a mà, incloent pipes efígie de pedra, pedra polida maces, ganivets i puntes de fletxa, pedres polides per chunkey, destrals d'efígie de coure, plaques de coure del Mississipi (plaques Spiro), talles d'efígie de mica, arracades de petxina amb gravats elaborats, collarets de perles, orelleres de pedra, talles de fusta amb incrustacions de petxina, i terrisseria específicament funerària. Penjolls de petxines de Busycon perversum i copes per beure gravades amb intricats dissenys que representen homes disfressats, animals reals i mítics, i motius geomètrics, tots els quals tenien un profund significat simbòlic. Els objectes cerimonials de Spiro Mounds "es troben entre els millors exemples de l'art precolombí a Amèrica del Nord.
Més tard, els arqueòlegs van identificar artefactes a Spiro que semblaven haver vingut d'altres poderosos pobles del Mississipi lluny de l'actual Oklahoma actual que també van participar en el Complex Cerimonial del Sud-est. Aquests inclouen Cahokia a Illinois, Etowah i Ocmulgee a Geòrgia, i Moundville a Alabama. En termes econòmics, Spiro sembla haver estat una ciutat porta d'entrada que va canalitzar recursos valuosos de les Grans Planes i altres regions de l'oest dels principals centres cerimonials més a l'est del Mississipi. A canvi, va rebre valuoses mercaderies dels altres centres. La ubicació de Spiro al riu Arkansas, un dels afluents principals del Mississipi, donava accés als principals centres a centenars de quilòmetres de distància del Mississipi.
Spiro i altres pobles del Mississipi miraven clarament a la gran ciutat de Cahokia Mounds, al que avui és el sud d'Illinois, com un model cultural a imitar. Situada a unes 400 milles al nord-est de Spiro, prop de la confluència dels rius Mississipi i Missouri, Cahokia va ser la més gran i més impressionant de totes les ciutats del Mississippí. L'anàlisi mineralògica d'algunes de les més belles pipes d'efígie de pedra trobades en Spiro, incloent el famós "Grizzly Man" o pipa "Cascavell de genolls", han demostrat provenia de Cahokia, basant-se en el material de què estava feta. Cahokia també va influir en els estils dels artefactes fets a Spiro. Els arqueòlegs han identificat quatre estils diferents: l'estil Braden característic d'artefactes portats de Cahokia; i els estils Craig A, B, i C, que són derivats locals de l'estil Braden.
Antonio Waring i Preston Holder va definir per primera vegada el Complex Cerimonial del Sud-est en la dècada de 1940, d'acord amb una sèrie de trets culturals diferenciats. Des de finals de 1980, els arqueòlegs han adoptat un nou sistema de classificació en funció de la seva comprensió molt millorada del desenvolupament cultural del Mississippí. El nou esquema divideix el SECC en cinc períodes, o horitzons, cadascun definit per l'aparició de nous objectes rituals i motius culturals vinculats als nous desenvolupaments en política i comerç a llarga distància Els arqueòlegs han determinat que Spiro era al cim de la seva importància cultural en els segles xiii i xiv dC.

## Iconografia mississipiana

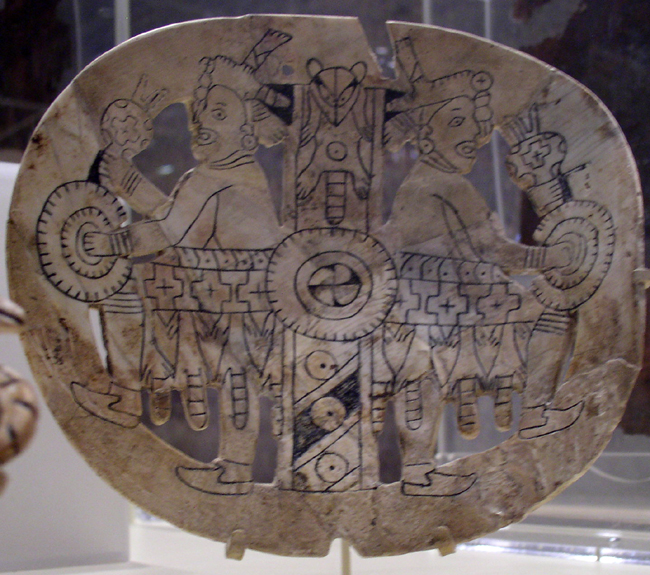
Penjoll de petxina gravat de Spiro Mounds. El pal ratllat al centre o axis mundi, divideix la imatge en dos. Els motius de creu i cercle també tenen significats simbòlics.

Els arqueòlegs han intentat en els últims anys interpretar el significat dels objectes rituals i de les imatges artístiques que es troben a Spiro i altres llocs del Mississipi. Si bé és difícil arribar a conclusions fermes sobre els significats de les obres d'art realitzades fa segles per persones d'una cultura extinta, els arqueòlegs han fet algunes interpretacions convincents comparant imatges artístiques de Mississipi amb mites, art ritual religiós i iconografia dels grups amerindis dels Estats Units.
Un dels símbols més prominents a Spiro és l'home-ocell, un figura humana alada representant un guerrer o jugador de chunkey. El chunkey era un esport jugat no sols en el període Mississipià sinó també en temps històrics pels cherokees, choctaws, chickasaws, i altres tribus del sud-est. Els homes jugaven tirant un disc de pedra a una distància considerable i després llançant llances tan a prop com podien fins al punt on la pedra s'havia aturat. Els jugadors apostaven fort en el joc, de vegades totes les seves possessions, i alguns se suïcidaven quan perdien. L'home-ocell semblava ser un ésser sobrenatural relacionat amb el Món Superior, el cel, i les virtuts masculines de la guerra i de la competència d'alt risc. Els arqueòlegs creuen que pot estar relacionat amb Banya Vermella, un heroi cultural mític entre els històrics winnebago i altres tribus sioux. Banya Vermella és identificat sovint amb una estrella brillant al cel.
Una altra icona de Spiro és la Gran Serp, un ésser que es deia que habitava l'Inframon, el domini espiritual en el costat oposat de l'univers de Mississipi. La Gran Serp és retratada en l'art de Mississipi amb el cos d'una serp, sinó també amb les ales o banyes. Éssers similars van ser objecte de mite en temps històrics entre els micmacs, hurons, kickapoo, cherokees, creek, caddos, i altres pobles nadius americans. Es creia que els éssers espirituals de l'Inframon estaven en constant oposició als del Món Superior. Els homes havien de témer a aquests éssers, segons la mitologia nativa americana, però també podrien obtenir un gran poder d'ells en determinades circumstàncies.
L'art del Mississipi també comptava amb els motius cedre o pal ratllat al centre que els arqueòlegs han interpretat com a axis mundi, el punt en què les tres parts de l'univers espiritual mississipià venen juntes: el món superior, l'inframon i el món mitjà, on habiten els éssers humans. L'arbre cedre o pal central a ratlles es troba sovint gravat en petxina gravada amb figures humanes o d'animals col·locats a cada costat. El concepte d'un axis mundi (el punt en què convergeixen diferents dominis còsmics) es troba en moltes cultures al voltant del món. Es representa amb freqüència com un arbre (incloent l'arbre de la vida), ja que els arbres passen a través de la superfície de la terra per vincular el subsòl i el cel. El fet que la Gran Mortuori a Spiro va ser construïda amb pals de cedre (Ulmus crassifolia) suggereix que la cambra funerària estava destinada a ser un punt de partida d'un domini espiritual a un altre, ja que el cedre era una fusta sagrada.
Els arqueòlegs van trobar que una de les tasses de petxina de Craig Mound tenien un residu negre a la part inferior. Això suggereix que el poble de Spiro podia haver practicat una versió de la cerimònia de la beguda negra, un ritual de purificació realitzat en temps històrics per les tribus del sud-est. Els participants bevien un te fet de Vomitoria ilex de les tasses de petxina. La Cerimònia de la Beguda Negra era celebrada únicament per homes i els participants de major rang social bevien primer, seguits per torns pels de rang inferior. Els homes sovint bevien fins que vomitaven aquest potent beuratge ric en cafeïna per a la neteja i renovació espiritual.

## Declivi
El declivi de Spiro com a nucli de població va començar al voltant de 1250, encara que va seguir sent un centre cerimonial i funerari fins a 1450. L'àrea del monticle fou abandonada pel 1450, encara que algunes comunitats properes van sobreviure-hi fins al 1600.
El declivi gradual de Spiro com a centre cerimonial i de població podria haver estat causat per l'esgotament dels recursos locals, el que va obligar els seus habitants a desplaçar-se a la recerca d'un millor sòl i fusta en altres llocs. Spiro també podria haver perdut la seva posició com a centre de comerç, a causa dels moviments de població o els canvis en les principals rutes comercials cap a altres llocs. Una possibilitat és que la gent de Spiro van arribar a dependre menys de l'agricultura per a la seva subsistència i més del bisó per al seu manteniment. Es creu que les poblacions de bisons al sud de les Grans Planes havien augmentat després de 1250. Els habitants de Spiro i altres cultures a Oklahoma podien haver trobat la caça del bisó més productiva que l'agricultura i en conseqüència adaptaren la seva cultura. Una societat de caça hauria estat més mòbil, menys jeràrquica, i amb menys probabilitats de dur a terme grans projectes de construcció dels agricultors sedentaris de l'època daurada de Spiro.
La majoria d'autoritats acadèmiques estan d'acord que el poble Spiro era caddo, però els seus descendents en els temps històrics són difícils d'identificar. Els arqueòlegs especulen que la Confederació Caddo, wichita, kitsais, o els tunica no caddo són els seus descendents. No obstant això, les cultures de tots aquests pobles quan es trobaren amb els espanyols i francesos en els segles xvi i xvii era substancialment diferent de la Spiro.
Sota la Native American Graves Protection and Repatriation Act la Nació Caddo d'Oklahoma i la Wichita i Tribus Afiliades (Wichita, Keechi, Waco i Tawakonie) foren reconeguts pel govern federal dels Estats Units i els arqueòlegs com a descendents culturals dels constructors de Spiro Mounds.

## Caddos Mississipians

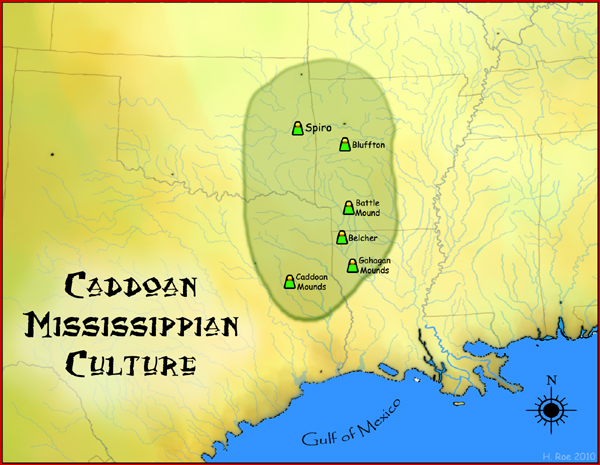
Mapa de la cultura caddo Mississipiana i alguns jaciments importants

Quan l'explorador espanyol Hernando de Soto va conduir una expedició al que avui és el sud-est dels Estats Units en la dècada de 1540, va trobar un grup natiu americà grup conegut com els caddos. Compost per moltes tribus, el caddos es van organitzar en tres confederacions, els Hasinai, Kadohadacho i Natchitoches, que estaven tots units per idiomes similars.
En el moment de la visita de De Soto, els caddo controlaven un territori gran. Incloïa el que avui és l'Est d'Oklahoma, Woest d'Arkansas, el nord-est de Texas, i el nord-oest de Louisiana. Els arqueòlegs han pensat que els pobles caddo i afins havien viscut a la regió des de fa segles i que tenien la seva pròpia variant local de la cultura Mississipi.
Recents excavacions han revelat dins d'aquesta regió més diversitat cultural que els estudiosos havien esperat. Els llocs al llarg del riu Arkansas, en particular, semblen tenir les seves pròpies característiques distintives. Els erudits encara classifiquen els jaciments del Mississipi trobats a la zona caddo sencera, incloent Spiro Mounds, com a "cultura caddo del Mississipi".
La regió Caddo del Mississipi conté moltes ciutats endemés de Spiro, inclòs el Battle Mound Site. Els especialistes han determinat que Battle Mound, situada al llarg de la gran corba del riu Red al sud-oest d'Arkansas, era un lloc més gran de Spiro. S'hi han fet poques excavacions fins a la data. Les ciutats caddo Mississipianes tenien un disseny més irregular de monticles de terra i pobles associats que les ciutats al cor de Mississipi Oriental, a l'est. També tenien fortificacions palissades de fusta que es troben freqüentment en les principals ciutats del Mississipi Mitjà. Els caddo vivien en la vora occidental del món del Mississipi i podien haver enfrontat menys amenaces militars dels seus veïns. Les seves societats també poden haver tingut un nivell una mica inferior d'estratificació social.
Els habitants de Spiro eren probablement parlants d'una de les moltes llengües caddo. Les llengües caddo van tenir una àmplia distribució geogràfica, però moltes s'han extingit. Les llengües modernes de la família caddo són caddo i pawnee. Totes dues són parlades principalment per persones d'edat avançada.